# Maria Clara Lobo
Maria Clara Lobo Coutinho (Rio de Janeiro, 3 de setembro de 1998) é uma nadadora brasileira de natação sincronizada. Representou o Brasil nos Jogos Olímpicos de Verão de 2016, no Rio de Janeiro.

## Carreira
Maria Clara vem de uma família de nadadoras. Sua avó, Ana Maria, foi nadadora. Já a mãe, Cristiana Lobo, representou o Brasil nos Jogos Olímpicos de Verão de 1992, em Barcelona.
Foi introduzida ao esporte por intermédio da avó, que a levava para acompanhar as competições. Seu primeiro grande feito internacional veio em 2014, quando foi campeã no solo no Sul-Americano de Esportes Aquáticos.
Nos Jogos Pan-Americanos de 2015, terminou na quarta posição durante a disputa por equipes. Participou da disputa por equipes dos Jogos Olímpicos de Verão de 2016, no Rio de Janeiro, quando o Brasil terminou em sexto lugar.
Competiu no Campeonato Mundial de Esportes Aquáticos de 2017, onde fez a sua estreia individual. Ficou em 15º lugar durante a disputa.
Nos Jogos Sul-Americanos de 2018 foi medalha de prata no dueto com Luisa Borges.
Venceu duas vezes o Prêmio Brasil Olímpico na categoria nado sincronizado: em 2017 e em 2018.

Em 2019, Maria Clara foi flagrada em exame antidoping por uso de furosemida, diurético vetado pela Agência Mundial Antidoping (Wada, na sigla em inglês), o que a afastou do Campeonato Mundial de Esportes Aquáticos de 2019. Em 2020, ela provou que o doping foi por contaminação devido a um chá e acabou sendo punida por um ano por negligência.